# Tablazo Sur
Tablazo Sur es una villa peruana ubicada en el distrito de La Unión, perteneciente a la provincia y departamento de Piura, al norte del Perú. 

## Ubicación
Tablazo Sur se ubica al suroeste de la provincia de Piura, en el distrito de La Unión, en el departamento de Piura.

## Demografía
En 2017 Tablazo Sur tenía una población de 2991 habitantes.
| Gráfica de evolución demográfica de Tablazo Sur entre 1993 y 2017 |
|                                                                   |
| Fuentes: Población 1993 y 2017                                    |